# Thomas Roscoe Rede Stebbing
Rev. Thomas Roscoe Rede Stebbing F.R.S., F.L.S. (6 de febrero de 1835, Londres – 8 de julio de 1926, Tunbridge Wells) fue un clérigo anglicano, y zoólogo inglés, quien se describía como "un siervo de la historia natural, principalmente abocado a la familia Crustacea". Educado en Londres y en Oxford, sólo se vinculó a la historia natural a los treinta años, habiendo trabajado como profesor hasta ese momento. Aunque sacerdote anglicano, promovió el darwinismo en una serie de obras de divulgación, y como resultado se le prohibió predicar. Desarrolló trabajos científicos sobre todo en cuestión de los crustáceos, especialmente Amphipoda e Isopoda, siendo el más notable su trabajo sobre los anfípodos de la Expedición Challenger.

## Biografía

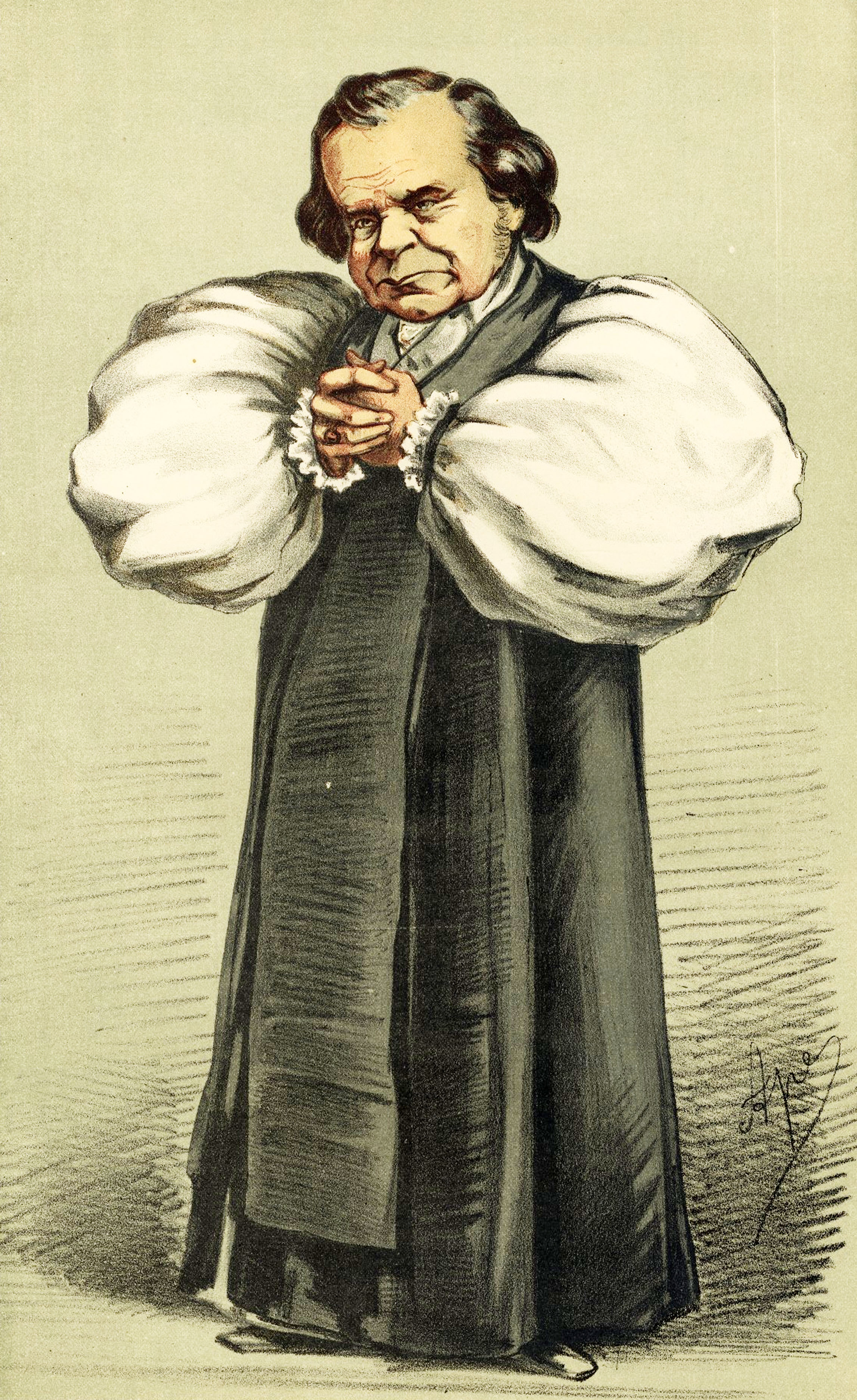
Su caricatura por Samuel Wilberforce, de 1869, en Vanity Fair: Wilberforce ordenó a Stebbing en 1859, y se convirtió en acérrimo oponente del darwinismo, mientras que Stebbing en ferviente partidario.

Thomas Roscoe Rede Stebbing era aborigen de Euston Square, Londres, el séptimo de trece o catorce hijos, del clérigo y editor de Athenaeum, Henry Stebbing, y de su mujer Mary Griffin. Thomas fue educado en el King's College School, y luego en el King's College de Londres para estudiar a los clásicos, graduándose BA en 1855. Luego se matriculó en el Lincoln College, Oxford, antes de estudiar en el Worcester College, Oxford, ganando un BA en leyes y en historia en 1857; y un MA en 1859. Hacia esa época, fue docente en Radley College y en el Wellington College, de Berkshire. Tuvo varios roles en el Worcester College, incluyendo el de miembro de 1860 a 1868), tutor de 1865 a 1867, viceprovost en 1865 y decano en 1866, también conferencista en teología. Y resignó esa membresía en 1868. Fue ordenado en la Iglesia de Inglaterra por el obispo de Oxford Samuel Wilberforce, en 1859.
En 1863, Stebbing comenzó a trabajar como profesor en Reigate, Surrey, donde se encontró con el entomólogo William Wilson Saunders, cuya hija Mary Anne era una botánica muy capaz, e ilustradora. Stebbing emprendió estudios de la historia natural hacia ese tiempo, y casándose con Mary Anne en 1867. La pareja se mudó a Torquay, Devon, donde Stebbing continuó trabajando como tutor y docente, y dio comienzo a escritos de teología, darwinismo, e historia natural, en parte bajo la influencia del naturalista William Pengelly.
En 1873, Stebbing produjo su primer artículo sobre crustáceos, comenzando estudios de Amphipoda el siguiente año. En 1877, Stebbing se mueve a Royal Tunbridge Wells, viviendo en Ephraim Lodge, en un borde de Tunbridge Wells Common, con el fin de beneficiarse de un mayor número de estudiantes en Londres, y para estar más cerca de las bibliotecas, los museos y los círculos científicos de la capital. A medida que sus finanzas mejoraron, fue capaz de renunciar a la enseñanza de todo y concentrarse en la escritura. Falleció en Ephraim Lodge el 8 de julio de 1926. Su funeral se realizó en la St. Paul's Church, Rusthall, donde había oficiado Stebbing cuando se le solicitaba; como su iglesia era insuficiente, su cuerpo fue enterrado en el cementerio público de la ciudad. La esposa le sobrevivió sólo unos meses.

## Evolucionismo y religión
Habiéndose entrenado como anglicano evangélico, se suponái que Stebbing sería opositor firme de la recientemente publicada teoría de la evolución de Charles Darwin sobre la selección natural. Stebbing informó que "de la lectura preliminar de El origen de las especies, debe confesar que, en lugar de refutar, me convertí en su discípulo ardiente ", y por eso ha adoptado la posición de un religioso racionalista. Después de una revisión crítica de El origen del hombre en The Times en 1871, Stebbing ganó importancia por sus respuesta en Nature.
Stebbing escribió una serie de ensayos sobre el tema del darwinismo, en los que diseccionó los argumentos planteados en su contra, y cuestionó varios aspectos del cristianismo, incluyendo la verdad literal del libro del Génesis, la doctrina de la Trinidad, la divinidad de Jesús, muchos de los treinta y tres artículos, milagros y profecias. Incluían Essays on Darwinism (1871), Faith in Fetters (1919), Plain Speaking (1926). Su postura abierta dio lugar a ser expulsado de la predicación, y nunca se le ofreció una parroquia de la iglesia.

## Crustacea

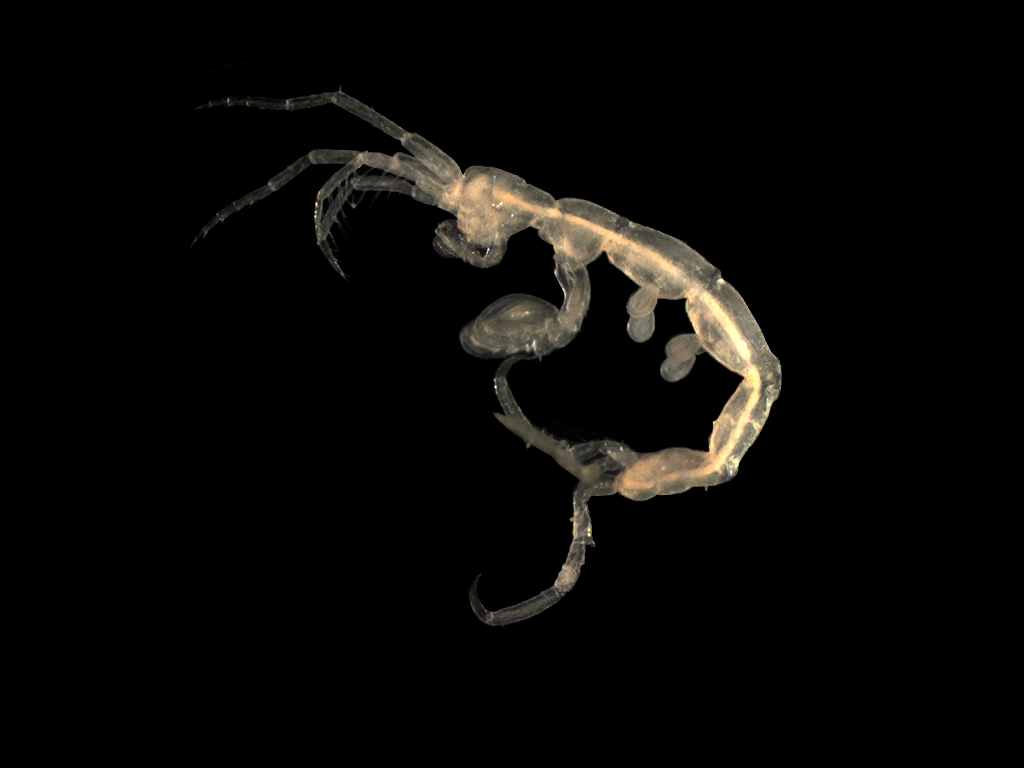
Pariambus typicus especie del genus Pariambus, del cual Stebbing erigió en 1888

La mayoría de sus trabajos científicos, comprendiendo más de 110 artículos, cubrían a los crustáceos Amphipoda. El Rev. A. M. Norman, miembro del Comité del Challenger, recomendó que Stebbing produjera una monografía sobre anfipodos recolectados por la expedición de 1872 a 1876 por la HMS Challenger, lo que hizo, reproduciendo las descripciones originales de cada género, y disponiendo una amplia bibliografía del grupo.
También produjo una monografía de Cumacea, la historia natural de Crustacea, y una biografía del naturalista escocés y fundador de Estación Biológica de la Universidad Marina Millport, David Robertson. In 1906, Stebbing publicó el volumen de Gammaridea para la serie Das Tierreich.

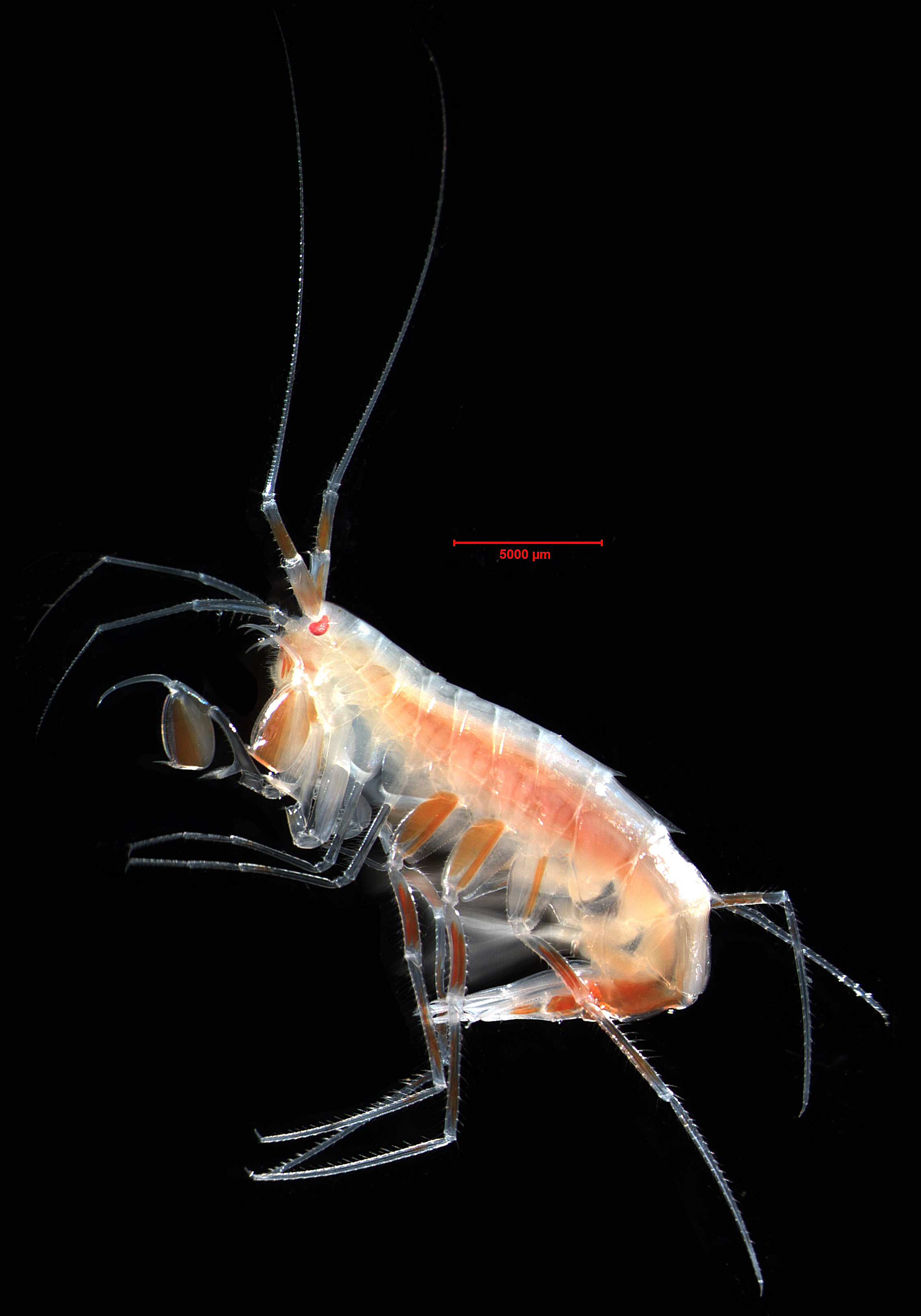
Stebbing erigió la familia Eusiridae, en 1888 de Amphipoda como Eusirus holmii.

## Legado
Stebbing fue hecho miembro de la Sociedad linneana el 5 de diciembre de 1895, miembro de la Royal Society el 4 de junio de 1896, y fue galardonado con la Gold Medal of the Linnean Society en 1908. Defendió enérgicamente la admisión de mujeres a la Sociedad Linneana, así obtuvo una carta suplementaria con el fin de permitir que, su esposa fuese una de las primeras mujeres en ser admitidas.
Un número de especies de animales han sido nombrados en honor de Stebbing:
- Hyale stebbingi Chevreux, 1888 (Amphipoda: Hyalidae)
- Parapodascon stebbingi (Giard & Bonnier, 1895) (Isopoda: Podasconidae)
- Argissa stebbingi Bonnier, 1896, a synonym of Argissa hamatipes (Norman, 1869) (Amphipoda: Argissidae)
- Phronima stebbingii Vosseler, 1901 (Amphipoda: Phronimidae)
- Metapenaeus stebbingi (Nobili, 1904) (Decapoda: Penaeidae)
- Protellopsis stebbingii Pearse, 1908 (Amphipoda: Caprellidae)
- Sphyrapus stebbingi Richardson, 1911 (Tanaidacea: Sphyrapidae)
- Macropisthopus stebbingi K. A. Barnard, 1916 (Amphipoda: Ampithoidae)
- Carpias stebbingi (Monod, 1933) (Isopoda: Janiridae)
- Pardaliscoides stebbingi Ledoyer, 1970 (Amphipoda: Pardaliscidae)

## Abreviatura (zoología)
La abreviatura Stebbing  se emplea para indicar a Thomas Roscoe Rede Stebbing como autoridad en la descripción y taxonomía en zoología.